# Cantone di Montmélian
Il Cantone di Montmélian è una divisione amministrativa dell'arrondissement di Chambéry.
A seguito della riforma complessiva dei cantoni del 2014 è passato da 15 a 29 comuni.

## Composizione
Prima della riforma del 2014 comprendeva i comuni di:
- Apremont
- Arbin
- La Chavanne
- Chignin
- Francin
- Laissaud
- Les Marches
- Les Mollettes
- Montmélian
- Myans
- Planaise
- Sainte-Hélène-du-Lac
- Saint-Pierre-de-Soucy
- Villard-d'Héry
- Villaroux

Dal 2015 comprende i comuni di:
- Apremont
- Arbin
- Arvillard
- Bourget-en-Huile
- La Chapelle-Blanche
- La Chavanne
- Chignin
- La Croix-de-la-Rochette
- Détrier
- Étable
- Francin
- Laissaud
- Les Marches
- Les Mollettes
- Montmélian
- Myans
- Planaise
- Le Pontet
- Presle
- La Rochette
- Rotherens
- Saint-Pierre-de-Soucy
- Sainte-Hélène-du-Lac
- La Table
- La Trinité
- Le Verneil
- Villard-d'Héry
- Villard-Sallet
- Villaroux